# Marie Germain
Marie Germain, née le 11 février 1860 et morte le 8 avril 1910, en religion, sœur Sainte-Marguerite, est une religieuse française de la congrégation des Filles de la Sagesse. Elle consacra sa vie à l’éducation de jeunes filles sourdes-muettes aveugles.

## Biographie
Marie Germain naît en 1860 à Locoal-Mendon dans le Morbihan.
Marie a 13 ans lorsque son père disparaît en mer. Elle fait la connaissance des Filles de la Sagesse qui occupent le monastère de la Chartreuse d'Auray. Entrée en 1878 au Noviciat des Filles de la Sagesse, à Saint-Laurent-sur-Sèvre, elle fait sa profession religieuse en 1879. Elle a 19 ans. elle prend le nom de sœur Sainte-Marguerite.
À 21 ans, elle rejoint l’institution des aveugles et des sourdes-muettes de Larnay, qu’elle ne quittera plus.
Sa rencontre avec sœur Sainte-Médulle, qui éduque depuis six ans une jeune sourde-muette-aveugle, Marthe Obrecht, suivie de treize années de travail en commun, va sceller son destin.
En 1895, alors que sœur Sainte-Médulle est morte depuis peu, Marie Heurtin lui est confiée. L’instruction de la jeune fille va durer une dizaine d’années, de 1895 jusque vers 1905. En 1907, une autre sourde-aveugle, Anne-Marie Poyet, fait son entrée à Larnay, où sœur Marguerite l’éduque comme elle l’a fait pour Marie Heurtin.
Elle meurt à Biard le 8 avril 1910, à l’âge de 50 ans.

## «La méthode de Larnay»
Formalisée quelques mois avant sa mort par sœur Sainte-Marguerite, la méthode de Larnay pour l’éducation des sourds-aveugles comporte plusieurs étapes successives :
- Donner à l’enfant la notion du signe, en lui faisant saisir le rapport qui existe entre l’objet palpé et le signe mimique qui le représente. Puis apprendre à l’enfant le nom des principaux objets, personnes et choses qu’il peut toucher.
- Apprendre à l’enfant l’alphabet en dactylologie (alphabet des sourds), soit les 24 positions des doigts. Puis lui désigner un objet consécutivement par un signe mimique et par ses lettres dactylologiques, afin de lui faire comprendre qu’il peut l’exprimer soit par son signe mimique, soit en faisant avec les doigts les lettres qui correspondent au mot qui le désigne. Il acquiert ainsi la langue alphabétique.
- Apprendre à l’enfant à parler. Chaque lettre dactylologique est prononcée sur la main de l’enfant, invité à tâter, pour chacune des lettres, la position respective de la langue, des dents et des commissures des lèvres, le degré de vibration de la poitrine et du cou, la résonance de l’aile du nez, jusqu’à ce qu’il puisse reproduire le même “son”.
- Établir l’équivalence entre la lettre-signe (dactylologie), la lettre parlée et la lettre d’écriture anglaise, reproduite en relief : on apprend ainsi à l’enfant à lire “l’écriture” des voyants. En traçant avec le doigt de l’enfant les lettres au tableau noir, on lui apprend à combiner ses mouvements de manière à écrire par lui-même.
- Apprentissage d’une nouvelle équivalence entre la lettre dactylologique et la lettre pointée de l’écriture braille, pour lire et écrire rapidement.
- Nouvelle équivalence, enfin, entre la lettre dactylologique et la lettre pointée de l’écriture ballu (écriture typographique).

## Reconnaissance
Après la publication, en 1900, du livre Une âme en prison de Louis Arnould, Sœur Marguerite est très sollicitée. Elle reçoit la visite et correspond avec des spécialistes du handicap mais refuse tous les honneurs.
Son histoire avec Marie Heurtin a inspiré Jean-Pierre Améris qui a réalisé, en 2014, un film Marie Heurtin avec Isabelle Carré et Ariana Rivoire.

## Source
- Jean-Louis Derenne, Dossier pédagogique du film Marie Heurtin.